# 烟管蜗牛总科
烟管蜗牛总科（學名：Clausilioidea，舊作），又名密封蜗超科，是真有肺總目柄眼目旋蝸牛亞目之下一個會呼吸空氣的陸地蝸牛與蛞蝸的腹足綱軟體動物總科。

## 分类学

### 1997年分類
在腹足纲分类表 (1997年)，本分類元屬於：
- 有肺目 Pulmonata Cuvier in Blainville, 1814
  - 真肺亚目 Eupulmonata Haszprunar & Huber, 1990
    - 柄眼次目 Stylommatophora A. Schmidt, 1856
      - 弯尿道亚次目 Sigmurethra

### 2005年分類
根据布歇特和洛克罗伊2005年的分类，本總科包括下列各個科:239-283：
- 烟管蜗牛科 Clausiliidae  Gray, 1855
- † Family Anadromidae  Wenz, 1940
- † Family Filholiidae  Wenz, 1923
- † Family Palaeostoidae  H. Nordsieck, 1986

### 2010年分類
在2010年分類，本總科亦隨真有肺類支序成為了泛有肺類支序的成員。

### 2017年分類
在2017年的分類中，真有肺類支序成為了真有肺總目，柄眼目再度設立，原來的彎尿道類非正式群組成為了旋蝸牛亞目。本總科成為獨自一個烟管蜗牛下目，但不再包含Anadromidae這個科；Anadromidae科成為了柄眼目之下的地位未定分類。